# Platysaurus mitchelli
Platysaurus mitchelli (пласка ящірка Мітчелла) — вид ящірок родини поясохвостів (Cordylidae). Мешкає в Південній Африці.

## Поширення і екологія
Пласкі ящірки Мітчелла мешкають в горах Муландже на півдні Малаві, а також в сусідніх районах Мозамбіку. Вони живуть в тріщинах серед скель, оточених лісами, рідколіссями, плантаціями і луками. Зустрічаються на висоті від 700 до 2800 м над рівнем моря.